# Ruta 7 (Urugvaj)
Ruta 7 je državna cesta u Urugvaju koja povezuje dva velika grada, sjedišta departmana: Montevideo na jugu i Melo na sjeveroistoku zemlje.
Prema zakonskoj odredbi iz 1981., posvećena je generalu i nacionalnom junaku Apariciu Saraviju.
Ukupna duljina ceste, od Montevidea do Mela, iznosi 387 kilometara. Nalazi se u vlasništvu Ministarstva prometa i javnih radova.
Nulti kilometar ceste nalazi se na Trgu Cagancha u četvrti (barrio) Centro u Montevideu.